# Huron-Nord
Pour les articles homonymes, voir Huron (homonymie).
Huron-Nord fut une circonscription électorale fédérale de l'Ontario, représentée de 1867 à 1882 et de 1917 à 1953.
C'est l'Acte de l'Amérique du Nord britannique de 1867 qui divisa le comté d'Huron en deux districts électoraux, Huron-Nord et Huron-Sud. En 1872, une partie de la circonscription servit à créer Huron-Centre. Abolie en 1882, elle fut redistribuée parmi Huron-Est et Huron-Ouest.
La circonscription réapparut en 1914 à partir d'Huron-Est et d'Huron-Ouest. De nouveau abolie en 1952, elle fut redistribuée parmi Huron et Wellington—Huron.

## Géographie
En 1867, la circonscription d'Huron-Nord comprenait:
- Les cantons de Ashfield, Wawanosh, Turnberry, Howick, Morris, Grey, Colborne et Hullett
- Les villages de Clinton et de McKillop

En 1872, les villages de Clinton et de McKillop furent transférés dans Huron-Centre
En 1914, la circonscription comprenait:
- Les cantons de Wawanosh East, Wawanosh West, Colborne, Ashfield, Turnberry, Morris, Howick et Grey
- Les villes de Goderich et de Wingham
- Les villages de Blyth, Brussels et de Wroxeter

## Députés
1867 - 1882
1. 1867-1872 — Joseph Whitehead, PLC
2. 1872-1882 — Thomas Farrow, L-C

1917 - 1953
1. 1917-1921 — James Bowman, CON
2. 1921-1927 — John Warwick King, PPC
3. 1927-1935 — George Spotton, CON
4. 1935-1940 — Robert John Deachman, PLC
5. 1940-1953 — Lewis Elston Cardiff, PC

- CON = Parti conservateur du Canada (ancien)
- L-C = Parti libéral-conservateur
- PC = Parti progressiste-conservateur
- PLC = Parti libéral du Canada
- PPC = Parti progressiste du Canada